# Кокил (Орегон)
Кокил (енгл. Coquille) град је у америчкој савезној држави Орегон.

## Демографија
По попису из 2010. године број становника је 3.866, што је 318 (-7,6%) становника мање него 2000. године.
| Група             | 2000.         | 2010.         |
| Белци             | 3.783 (90,4%) | 3.450 (89,2%) |
| Афроамериканци    | 21 (0,5%)     | 16 (0,4%)     |
| Азијати           | 15 (0,4%)     | 21 (0,5%)     |
| Хиспаноамериканци | 171 (4,1%)    | 206 (5,3%)    |
| Укупно            | 4.184         | 3.866         |